# Tennen Rishin Ryū
La Tennen Rishin Ryū 天然理心流 è una scuola di arti marziali tradizionali giapponesi (koryū) codificata da Kondō Kuranosuke Nagahiro intorno al 1790, durante l'Era Kansei (1789-1801). Tra le arti che lo studio della Scuola contempla, il kenjutsu (scherma) è sicuramente quella che costituisce la parte più sostanziosa della stessa. La Tennen Rishin Ryū divenne celebre, ad Edo, con il Sōke di 3ª generazione, Kondō Shūsuke, il cui dōjō di nome Shieikan si trovava ad Ichigaya Yanagichō; qui si allenarono molti dei più forti spadaccini del Bakumatsu, primo fra tutti lo stesso figlio di Kondō Shūsuke, Kondō Isamu (conosciuto anche con il nome di Isami). Fu proprio con quest'ultimo che la Scuola acquisì fama in tutto il Giappone. Egli, dopo aver ereditato il titolo di Caposcuola nel 1861, divenne, nel 1863, comandante della Shinsengumi, uno speciale corpo di polizia istituito dal Bakufu che operò a Kyōto tra il 1863 ed il 1868, il cui compito era quello di proteggere la città dal clima di estrema violenza che si era venuto a creare in quegli anni. Molti dei membri che crearono la Shinsengumi erano praticanti della Tennen Rishin Ryū, dunque compagni d'allenamento dello stesso Kondō Isamu. Non a caso la Scuola venne denominata “Makoto no Ken”, ossia “la spada della sincerità”; l'ideogramma che indica il concetto di “sincerità” (makoto), appunto, è l'emblema stesso della Shinsengumi, i cui uomini sono considerati eroi per essere stati i protettori di Kyōto.
In occidente, il binomio Shinsengumi-Tennen Rishin Ryū ha originato la falsa credenza secondo cui la Shinsengumi adottò come Scuola di spada quella di Tennen Rishin poiché essa prevedeva nel proprio curriculum delle tecniche studiate per il combattimento di gruppo. La Tennen Rishin Ryū, come tutte le altre scuole tradizionali, insegna a fronteggiare uno o più avversari, ma sempre combattendo da soli senza l'ausilio di altre persone; dal Kirigami al Menkyo non vi è nessuna tecnica che debba essere eseguita insieme ad un proprio compagno. Il legame tra la Tennen Rishin Ryū e la Shinsengumi è puramente casuale in quanto il corpo di polizia nacque oltre settanta anni dopo la codificazione della Scuola, la quale venne adottata come sistema di combattimento non per particolari esigenze ma soltanto perché Kondō Isamu divenne comandante della Shinsengumi.

## Nascita e sviluppo della Tennen Rishin Ryū
Kondō Kuranosuke Nagahiro fu dunque Kaiso (fondatore) di questo Ryūha. Su di lui si hanno poche informazioni; sappiamo che fu originario del Paese di Tōtōmi (che oggi corrisponde alla parte occidentale della Prefettura di Shizuoka), ma la data di nascita è sconosciuta. Visitò molti Paesi come praticante di arti marziali, ed in particolare fu allievo della Kashima Shintō Ryū di cui divenne 19° Sōke (caposcuola); tuttavia, invece di continuare la tradizione della Scuola del Tempio Kashima, decise di uscire da quest'ultima intenzionato a creare un nuovo stile di combattimento con la spada. Organizzò, quindi, tutto ciò che aveva appreso durante i suoi studi in un rinnovato sistema di insegnamento e trasmissione; ecco perché, sebbene codificata durante l'epoca Edo, la Tennen Rishin Ryū eredita appieno la tradizione delle Koryū giapponesi, essendo una Scuola completa che include kenjutsu (nel quale rientrano anche battōjutsu e iaidō), bōjutsu (arte del bastone), jūjutsu (arte del corpo a corpo) e kiaijutsu. Egli codificò questo stile immaginando continuamente un combattimento reale, insegnando sempre una pratica che aveva come fine ultimo la vittoria ottenuta rimanendo impassibili davanti a qualsiasi avversario.
Alla fine del suo addestramento come guerriero, Kuranosuke si recò ad Edo; mentre organizzava un dōjō a Yagenbori, sembra che si recasse continuamente ad insegnare sia a Sōshū che a Bushū, nella cittadina di Tama. Poiché proprio Tama fu il luogo d'origine del Caposcuola di 2ª generazione (Kondō Sansuke), di 3ª generazione (Kondō Shūsuke) e di 4ª Generazione (Kondō Isami), è molto probabile che ciò sia avvenuto realmente. Sebbene non si conosca l'anno di nascita del fondatore, si sa con certezza che morì nel 1807.

## Livelli di apprendimento
Kondō Kuranosuke Nagahiro divise i livelli di apprendimento della Tennen Rishin Ryū nel seguente modo: Kirigami, Mokuroku (alcune volte chiamato anche Jo Mokuroku), Chūgokui Mokuroku, Menkyo, Shinan Menkyo ed Inka. 
Il primo livello si otteneva, generalmente, dopo circa sei mesi dall'entrata nella Scuola; in base alla propria abilità si poteva anche superare il livello di Mokuroku e ricevere direttamente i diplomi di Chūgokui Mokuroku e Menkyo allo stesso tempo. Sebbene quest'ultimo livello indicasse il grado di Gokui Kaiden (totale conoscenza dei segreti), esso non permetteva di avere allievi. Anche se si era maestri della Scuola, non si poteva insegnare. Al fine di divulgare la stessa come un proprio stile si doveva essere certificati con la licenza di Shinan Menkyo, il più alto grado nella Tennen Rishin Ryū; solamente a chi la otteneva venivano consegnati gli scritti di Inka i quali, oltre a spiegare gli aspetti più profondi della Scuola, riconoscevano un praticante come Maestro.

## La Tennen Rishin Ryū oggi
La Tennen Rishin Ryū è una scuola ancora attiva con radici molto profonde. Più volte è stato detto che le tecniche praticate oggi non sono le stesse che venivano studiate ai tempi di Kondō Isamu e della Shinsengumi, ma sono state invece reinventate; questa affermazione è tuttavia priva di senso, soprattutto alla luce delle vicende legate alla Scuola. È certo che diversi waza siano andati perduti a causa della morte in battaglia dei più grandi praticanti dello stile, ma sulle tecniche trasmesse non vi è assolutamente alcun dubbio in merito alla loro autenticità. La Scuola è al giorno d'oggi diretta da Hirai Taisuke, sōke di decima generazione. Membro della Nippon Kobudō Kyōkai, presidente dell'associazione per le ricerche sulla Tennen Rishin Ryū (Tennen Rishin Ryū Kenkyūkai) e membro dell'associazione per la salvaguardia della Tennen Rishin Ryū  (Tennen Rishin Ryū Hozonkai), Hirai Taisuke prosegue al giorno d'oggi la tradizione della scuola di spada della Shinsengumi ereditata dal suo Maestro Katō Isuke, caposcuola di ottava generazione. Sotto la sua guida la Tennen Rishin Ryū ha preso, e prende tuttora, parte ad esibizioni marziali di importanza nazionale; primi fra tutti gli enbu che ogni anno si svolgono allo Isejingū ed al Nippon Budōkan di Tōkyō. Frequenti sono anche le dimostrazioni in quelle zone di Tama nelle quali una volta era presente un dōjō della Scuola e nei luoghi legati alla Shinsengumi. Nello honbu dōjō di Mitaka il caposcuola di decima generazione è coadiuvato da suo fratello Hirai Masato, Shinan Menkyo e quinto dan di Kendō.